# Trinidad e Tobago ai Giochi della XXXI Olimpiade
Trinidad e Tobago ha partecipato ai Giochi della XXXI Olimpiade, che si sono svolti a Rio de Janeiro, Brasile, dal 5 al 21 agosto 2016, con una delegazione di 28 atleti impegnati in 8 discipline. Portabandiera alla cerimonia di apertura è stato il giavellottista Keshorn Walcott, alla sua seconda Olimpiade.
La delegazione trinidadense portò a casa una medaglia di bronzo ad opera dello stesso Walcott che riuscì a risalire sul podio olimpico quattro anni dopo l'oro di Londra 2012.

## Medagliere

### Per disciplina
| Sport            | Oro | Argento | Bronzo | Totale |
| ---------------- | --- | ------- | ------ | ------ |
| Atletica leggera | 0   | 0       | 1      | 1      |
| Totale           | 0   | 0       | 1      | 1      |

### Medaglie
| Medaglia | Atleta          | Sport            | Evento                 |
| -------- | --------------- | ---------------- | ---------------------- |
| Bronzo   | Keshorn Walcott | Atletica leggera | Lancio del giavellotto |

## Risultati

### Nuoto
Maschile
| Atleta        | Evento                 | Batterie | Batterie | Semifinale  | Semifinale  | Finale      | Finale      |
| Atleta        | Evento                 | Tempo    | Class.   | Tempo       | Class.      | Tempo       | Class.      |
| ------------- | ---------------------- | -------- | -------- | ----------- | ----------- | ----------- | ----------- |
| George Bovell | 50 metri stile libero  | 22.30    | 27       | Non qualif. | Non qualif. | Non qualif. | Non qualif. |
| Dylan Carter  | 100 metri stile libero | 48.80 NR | 23       | Non qualif. | Non qualif. | Non qualif. | Non qualif. |